# 印第安村 (加利福尼亞州)
印第安村（英語：Indian Village）是位於美國加利福尼亞州因約縣的一個非建制地區。該地的面積和人口皆未知。

## 地理
印第安村的座標為36°26′57″N 116°52′27″W / 36.44917°N 116.87417°W，而該地的平均海拔高度為-60米（即-197英尺）。